# Реккаред II
Реккаред II (лат. Recaredus II; умер в 621) — король вестготов в 621 году. Юный сын Сисебута.
Умер, по одним сообщениям, через 3 месяца, по другим — через несколько дней после смерти отца. Как отмечается в «Мосарабской хронике», «его жизнь была столь коротка, что и рассказать не о чём». Правление Реккареда II оказалось столь кратковременным, что франкский хронист Фредегар его даже не заметил, говоря, что Свинтила наследовал непосредственно Сисебуту.